# Liste der Erzbischöfe von Belgrad
Die folgenden Personen waren römisch-katholische Bischöfe und Erzbischöfe von Belgrad (Serbien):
- Ursacius von Singidunum (10. Jh.)
- Theodosius (um 1059)
- Martin OFM (1290 - 1231)
- Andreas OP (1322- vor 1330)
- Paolo OESA (22. April 1330 - ?)
- Paolo Adam OCruc (8. März 1346 - ?)
- Giovanni di Flestin (oder Frusten) OESA (20. März 1363 - ?)
- Nicola di Frusten OESA (1365 - ?)
- Michele
- Gregorio di Nexe OFM (21. Mai 1419 - ?)
- Matteo di Riapa OFM (1. September 1420 - ?)
- Antonio OFM (1423 - ?)
- Nicola OFM (1427 - ?)
- Biagio Giovanni OFM (8. Februar 1432 - ?)
- Stefano Petri (30. April 1438 - ?)
- Tommaso (16. April 1450 - ?)
- Pietro di Seghedino (1475 - ?)
- Giovanni di Rhenese (30. Oktober 1494 - ?)
- ...
  - 1506– : Tommaso
  - 1525– : Nicola Giovanni Petri
  - –1622: Pietro Katich (Apostolischer Administrator)
  - 1625–1630: Alberto Rengjich di Ragusa OFM
  - 1631–1634: Pietro Massarechi
  - 1640–1647: Giacomo di Carpi OFMConv (Apostolischer Administrator)
- 1647–1650: Marián Ibrisimović Pozsegai OFM
- 1651–1674: Matteo Benlich OFM
  - 1675–1675: Roberto Korlatovich OFM
- 1675–1707: Matteo Berniacovich OFM
- 1709–1720: Luca Natale
- 1729–1733: Antal Kázmér von Thurn und Valsassina (danach Bischof von Pécs)
- 1734–1750: Franz Anton Engl Graf von Wagrain
- 1755–1771: István Pucz (Stefano Putz)
- 1775–1791: Antonio Zlatarić
- 1792–1800: Nikolaus Kondé de Póka-Telek
- 1800–1806: József Ignác de Vilt (1738–1813) (seit 1806 Bischof von Raab, Ungarn)
- 1806–1812: Sandor Bodonyi
- 1814–1821: Stefan Cech (István Csech) (1762–1831) (seit 1821 Bischof von Košice)
- 1833–1836: Michael Johann Wagner
- 1837–1857: Joseph Schrott
- Sedisvakanz (1858-1924)
  - 1858–1898: Josip Juraj Strossmayer (Apostolischer Administrator)
  - 1858–1869: Vjenceslav Šoić (1814–1875) (seit 1869 Bischof von Senj(-Modrus), Kroatien)
  - 1871–1893: Ivan Pavlešić (Giovanni Paolesic)
- 1924–1936: Giovanni Raffaele Rodić OFM (1870–1954, erster Erzbischof)
- 1936–1964: Josip Antun Ujčić (1880–1964)
- 1964–1980: Gabrijel Bukatko (1913–1981)
- 1980–1986: Alojz Turk (1909–1995)
- 1986–2001: Franc Perko (1929–2008)
- 2001–2022: Stanislav Hočevar SDB (* 1945)
- seit 2022: László Kardinal Német SVD